# Antilocapra americana
L'antilocapra (Antilocapra americana (Ord, 1815)) è l'unica specie vivente della famiglia Antilocapridae Gray, 1866 e del genere Antilocapra Ord, 1818. 
È l'animale terrestre più veloce dopo il ghepardo: può avvicinarsi ai 90 km/h, e, nell'ipotesi in cui potessero incontrarsi, verrebbe superata dal felino solo sulle brevi distanze. Nonostante il nome, Antilocapra americana è filogeneticamente piuttosto lontana dalle antilopi, dalle capre e dalle specie della famiglia Bovidae e più vicina ai Giraffidae.

## Descrizione
Le corna sono composte di una sostanza lanosa che cresce attorno ad una base ossea permanente ricoperta di pelle; la parte più esterna cheratinosa viene ricambiata annualmente. I maschi pesano dai 45 ai 60 kg, le femmine dai 35 ai 45 kg. Le corna dopo il ricambio pesano dai 2 ai 4 kg. Gli adulti sono di colore bruno, con posteriore e ventre bianchi e due strisce bianche sul collo. Una criniera corta e scura cresce attorno al collo. Nel maschio le corna sono ramificate e misurano circa 30 centimetri; nella femmina sono lunghe circa 15 cm e non sono ramificate.

## Predatori
Il lupo, il coyote e la lince rossa sono i principali predatori dell'antilocapra. Si hanno anche segnalazioni di piccoli e esemplari adulti predati dall'aquila reale.

## Distribuzione e habitat
L'antilocapra fu resa nota al mondo scientifico grazie alla spedizione di Lewis e Clark (1804-1806) che la scoprirono nell'odierno Dakota del Sud. L'area di diffusione di questo animale va dalle zone meridionali delle province canadesi del Saskatchewan e dell'Alberta fino a Sonora e alla Bassa California messicana. Vivono anche sulle Montagne Rocciose e si spingono ad est fino al fiume Missouri. Tuttavia, in molte zone sono ormai estinte. Nel Messico e in Arizona è diffusa la sottospecie Antilocapra americana sonoriensis.
L'habitat principale delle antilocapre è la prateria; tuttavia, è possibile trovarle anche nelle zone più povere di vegetazione e persino nei deserti. Si nutrono di cactus, erba, arbusti e germogli.

## Comportamento
Nell'interazione della specie con le infrastrutture antropiche è stata notata una predilezione per l'uso dei sovrappassi autostradali rispetto ai sottopassi .

## Conservazione
Dal 1908, la caccia ha decimato la popolazione delle antilocapre fino a circa 20.000 esemplari. La tutela dell'habitat naturale e restrizioni sulla caccia hanno determinato una ripresa demografica (fino ai due o tre milioni di esemplari attuali).